# Karl Ferdinand Kern
K(C)arl Ferdinand Kern (* 7. Juni 1814 in Eisenach; † 9. Dezember 1868 in Möckern) war ein deutscher Heilpädagoge und Humanmediziner. Er war ein Bahnbrecher der deutschen Schwachsinnigenpädagogik.

## Leben
Kern absolvierte eine Lehrerausbildung. Schon sehr früh befasste er sich mit der Bildung und Erziehung „abnormer Kinder“. Seine erzieherische Tätigkeit vervollständigte Kern an den Taubstummenanstalten von Weimar und Leipzig. 1839 eröffnete er in seiner Heimatstadt ein Institut für abnorme Kinder, dem er drei Jahre später eine Abteilung für taubstumme und schwachsinnige Kinder angliederte:
Bereits in Eisenach hatte er klar erkannt, daß die heilpädagogischen Anstalten eine Ergänzung der Volksschule zu bilden haben. Dabei unterschied er von Anfang klar zwischen geschlossener Anstalt und Schulklassen für schwachbegabte, so daß er zu den bewußten Befürwortern der Hilfsschulpädagogik zu rechnen ist.
Bald erhielt Kern eine Berufung zur Errichtung einer Schwachsinnigenanstalt in der Prov. Sachsen. Nachdem sich das geplante Vorhaben zerschlagen hatte, baute er in Gohlis bei Leipzig eine Bildungsanstalt für Schwachsinnige auf, die der Heilpädagoge später nach Möckern verlegte. Um seiner Klientel auch voll gerecht zu werden, studierte der ausgebildete Lehrer noch Medizin, „um nach dem Vorbild Séguins sowohl im pädagogischen als auch im medizinischen Bereich über ausreichende Fachkompetenz zu verfügen“. 1852 schloss er sein Studium mit der Promotion ab. Das Thema seiner Dissertation lautete: De fatuitatis cura et medica et paedagogica consocianda. Die Arbeit wurde im selben Jahr veröffentlicht.
Kern war rege publizistisch tätig. Neben einigen Fachbüchern hatte er in den renommiertesten Fachzeitschriften der Zeit versucht die Ergebnisse seiner eigenen Praxis als auch Forderungen für den Ausbau der Heilerziehung niederzulegen. Dabei verneinte er entschieden die seinerzeit vertretene Ansicht, ganz im Sinne der medizinischen Krankheitsauffassung, dass eine Heilung des Blödsinns möglich wäre. Dazu formulierte er:
Weiterhin aber ist es nicht möglich wirklich constatiren, auf Degeneration des Gehirns und seiner Hüllen beruhenden blödsinn zu heilen, sondern die Aufgabe kann nur dahin gehen, den Zustand zu bessern [...] ebenso ist es gewiss viel gewonnen, wenn die Kranken durch eine zweckmäßige Pflege gegen tiefes Versinken geschützt werden. Wenn auch nicht als geheilt, so können doch Vile von diesen Unglücklichen noch soweit herangebildet werden, dass sie als nützliche Glieder im Familienkreis auftreten können.
Der Mediziner war ein Anhänger der Pädagogik von Friedrich Fröbel:
Was Kern fesselte, war das von Fröbel vertretene Prinzip der Selbsttätigkeit des Kindes. Das langsame, stufenweise Fortschreiten vom Einfachen zum Schwierigen, das sich für Abnorme vorzüglich eignete zog ihn an. Um die neue Methode direkt kennzulernen, suchte er den Kleinkinderpädagogen persönlich in Blankenburg auf.
In seiner Schrift „Pädagogisch-diätetische Behandlung der Schwach- und Blödsinnigen“ äußerte sich Kern wie folgt über das Fröbelsche Spiel- und Beschäftigungssystem:
Ein ganz vorzügliches Lehrmittel bieten hier die von dem Direktor Fr. Fröbel zu Blankenburg erfundenen und... mit dem glücklichsten Erfolge angewendeten Spielmittel. Dieselben gehen von der Kugel, als einer Einheit, aus, schreiten zum Würfel über und entwickeln sich von diesem aus zur größten Mannigfaltigkeit, so daß sie den Bedürfnissen der Kinder auf jeder Entwicklungsstufe entsprechen.
Kern war Mitbegründer der Gesellschaft zur Förderung der Schwachsinnigenpädagogik. Er war mit Johanne Caroline Köhler (1808–1886) verheiratet. Aus der Ehe gingen zehn Kinder hervor. Kern starb unerwartet und plötzlich an einer Gehirnapoplexie (Schlaganfall). Sein Sohn, ebenfalls Mediziner, übernahm die Leitung der Möckener Anstalt.
In Leipzig erinnert die Kernstraße an den Medizinwer und Heilpädagogen.

## Werke
- Pädagogisch-diätetische Behandlung der Schwach- und Blödsinnigen, Leipzig 1847.
- Gegenwart und Zukunft der Blödsinnigenbildung, in: Allgemeine Zeitschrift für Psychiatrie und psychisch-gerichtliche Medizin 1855, S. 521–574.
- Das Verhältnis der Pädagogik zur Psychiatrie, Karlsruhe 1858.
- Über Erziehung und Pflege blödsinniger Kinder, Leipzig 1863.
- Die Gliederung der Iddiotenanstalten, Hannover 1865.